# François-Ernest Vannérus
François-Ernest Vannérus, né le 18 avril 1830 à Diekirch (Royaume uni des Pays-Bas) et mort le 20 février 1908 à Ixelles (Belgique), est un avocat et homme politique belgo-luxembourgeois.

## Biographie
Originaire de Diekirch, il est le fils du notaire François-Julien Vannerus (1779-1850) et Marie Madeleine Ernestine Siville (1799-1872) de Bastogne. En 1863, il épouse Marie Rosine Lejeune d'Arlon. Docteur en droit, conseiller communal de Diekirch, de 1865 à 1876, il exerce comme industriel et devient notamment le propriétaire de la fonderie de Diekirch (lb).
Lors d'une élection législative partielle qui a lieu dans le canton de Diekirch le 4 juillet 1861, François-Ernest Vannérus est élu à l'Assemblée des États face à M. Ulrich avec 158 suffrages pour 313 électeurs sur 380 inscrits. Il se réclame de la majorité libérale et soutient la politique du gouvernement en place selon une profession de foi rédigée de sa main et publiée quelques jours avant le scrutin dans le journal d'expression allemande Wächter an der Sauer. Son élection est validée lors de la session extraordinaire de l'Assemblée des États du 7 août suivant par une commission nommée avant de prêter serment et d'entrer en fonction. Il est réélu dans la même circonscription aux législatives de juin 1863.